# كتائب شهداء سوريا
كانت كتائب شهداء سوريا، اسمها الكامل تجمع كتائب وألوية شهداء سوريا، وحدة تابعة للجيش السوري الحر و‌جبهة ثوار سوريا التي نشطت في محافظة إدلب. وكانت الوحدة قد شكلت في وقت مبكر من الحرب الأهلية السورية من أجل محاربة الحكومة السورية.

## الخلفية
في 15 ديسمبر 2011، شكلت كتيبة شهداء جبل الزاوية، التي تعمل من 33 قرية تشكل منطقة جبل الزاوية الريفية الجنوبية الغربية من إدلب. وبحلول يوليو 2012، ومع توسع المجموعة في حجمها وإقليم عملها من الحدود التركية في الشمال إلى حماة في الجنوب، فإنها غيرت اسمها واندمجت مع مجموعات أخرى.
بقيادة جمال معروف (ويعرف أيضًا باسم أبو خالد)، الذي كان يطارد ويعمل في البناء، وكان من أوائل الرجال في المنطقة الذين حملوا السلاح ضد قوات الأمن السورية، نمت المجموعة لتصبح واحدة من أكبر الفصائل المتمردة في محافظة إدلب.
خلافًا للمجموعة المتمردة الرئيسية الأخرى التي تعمل انطلاقًا من جبل الزاوية، وهي ألوية صقور الشام، فإن كتيبة شهداء جبل الزاوية قد ارتبطت بشكل وثيق بمجلس إدلب العسكري، وهي هيكل عسكري على مستوى المحافظة يدمج مختلف الجماعات المتمردة. وقد دأبت كتائب شهداء سوريا على الاعتماد على دعمها من المجتمعات المحلية، وتم الاستيلاء على الكثير من أسلحتها من القوات الحكومية أو شراؤها من وحدات فاسدة في الجيش، ولكن أفيد أن المجموعة تتلقى أيضًا أموالًا وأسلحة من السعودية.
وقد تضاءل الدعم الشعبي لكتائب شهداء سوريا خلال الجزء الأكبر من 2013 نظرًا لما يتصور عن افتقار المجموعة إلى أي أيديولوجية محددة وادعاءات بالإجرام من الجماعات المتمردة المنافسة. وفي ديسمبر 2013، أصبح معروف وجماعته الشخصيات القيادية في تحالف جديد للمتمردين يدعى جبهة ثوار سوريا.

## النشاط
بعد وضع قاعدة القوات الجوية السورية في أبو الظهور تحت الحصار، نسب إلى كتائب شهداء سوريا إسقاط طائرتين من طراز ميغ-21 وطائرة مقاتلة من طراز ميغ-23 في أغسطس وسبتمبر 2012، بما في ذلك واحدة يقال أنها أسقطت من قبل معروف نفسه.
في يناير 2014، قتلت كتائب شهداء سوريا حجي بكر، وهو قائد عسكري كبير في الدولة الإسلامية في العراق والشام.

## الأيديولوجية
على عكس ألوية صقور الشام السلفية، وصفت كتيبة شهداء جبل الزاوية بأنها لا تحفزها أي أيديولوجية معينة، على الرغم من أن القيادة تأتي من خلفية مسلمة سنية ومن القيم الريفية التقليدية. وكثيرًا ما تسمى الوحدات الفرعية للمجموعة تيمنًا بالشخصيات القومية السورية وليس الإسلامية. ولا يدعو معروف إلى دولة إسلامية، وهو يشعر بقلق إزاء الجماعات الإسلامية، ولكن مجموعته تتعاون معها في ساحة المعركة.

## وصلات خارجية
- كتائب شهداء سوريا  على فيسبوك.
- Syrian Martyrs' Brigades YouTube Channel
- Syria Behind the Lines, a PBS Frontline documentary featuring the brigade
- The Bombing of al-Bara, a dramatic, online film that documents the moment Mahrouf's meeting is almost hit by a government air strike